# Muelle de Vega Terrón
El Vega Terrón es el puerto fluvial de La Fregeneda, en la provincia de Salamanca, comunidad autónoma de Castilla y León , España. Se encuentra situado en el río Águeda, junto a su desembocadura en el Duero. Los dos ríos hacen aquí de frontera natural entre España y Portugal.
Para llegar al muelle de Vega Terrón se ha de seguir la carretera regional CL-517, que va desde Salamanca hasta este mismo lugar. Antiguamente también se podía acceder en tren ya que la Línea La Fuente de San Esteban-Barca de Alba tenía parada en Barca de Alba.
Tiene una longitud de 100 m y un ancho de 25 m. Pueden atracar en él buques de hasta 80 m de eslora y con un calado máximo de 3,7 m. Su ubicación permite a los barcos una mayor maniobrabilidad al estar en una zona más ancha, además de tener menores corrientes que el Duero. 
Su construcción se proyectó en los años 80 como medio de revitalizar la deprimida economía de esta zona fronteriza y pretendía aprovechar, como se hace en Portugal, la navegabilidad del Duero para el tráfico de mercancías. Sin embargo este nunca ha pasado de ser testimonial para este uso y hoy en día solamente es utilizado diariamente por los barcos turísticos que realizan los cruceros portugueses desde Oporto.

## Muelle antiguo
El muelle antiguo fue sustituido por el nuevo a finales de los años 80. Fue construido hacia el año 1860 para aprovechar la navegabilidad del río Duero para el transporte de mercancías, fundamentalmente productos agrícolas, ya que el uso del río para el transporte, fundamentalmente del tramo que discurre desde Zamora hasta Oporto se venía dando desde el siglo XVI, pero al menos en el tramo español, sin disponer de una infraestructura portuaria, si no, aprovechando los fondeaderos naturales. En sus primeros años y hasta la construcción del ferrocarril a finales del sigo XIX, el muelle tuvo un importante tráfico llegando a quedarse pequeño, a partir de entonces su uso fue decayendo.
La infraestructura, que aún se conserva, consiste en una explanada situada a salvo de las crecidas, desde la cual se desciende al cauce mediante una rampa, que fue recortada durante la construcción del muelle nuevo.